# Oecanthus karschi
Oecanthus karschi är en insektsart som beskrevs av Lucien Chopard 1932. Oecanthus karschi ingår i släktet Oecanthus och familjen syrsor. Inga underarter finns listade i Catalogue of Life.